# Gérald Bastard
Gérald Bastard  (* 3. April 1950 in Paris) ist ein französischer Experimentalphysiker (Festkörperphysik, Halbleiter-Heterostrukturen).
Bastard ist Forschungsdirektor des CNRS an der École normale supérieure (Paris) (ENS).
1987 erhielt er den Prix Louis Ancel. 2000 erhielt er mit Emilio E. Mendez den ersten Quantum Devices Award der International Symposium on Compound Semiconductors  für „Pionierarbeiten zu durch elektrische Felder induzierten optischen Effekten in Quantentöpfen und Supergittern (quantum-confined Stark effect, Wannier–Stark-Lokalisierung)“ (Laudatio). 2014 erhielt er den Welker Award. Er gehört zu den hochzitierten Wissenschaftlern.

## Schriften
- Superlattice band structure in the envelope-function approximation, Phys. Rev. B, Band 24, 1981, S. 5693
- Hydrogenic impurity states in a quantum well: A simple model, Phys. Rev. B, Band 24, 1981, S.  4714
- Theoretical investigations of superlattice band structure in the envelope-function approximation, Phys. Rev. B, Band 25, 1982, S. 7584
- mit E. E. Mendez, L. L. Chang, Leo Esaki: Exciton binding energy in quantum wells, Phys. Rev. B, Band 26, 1982, S. 1974
- mit E. E. Mendez, L. L. Chang, Leo Esaki: Variational calculations on a quantum well in an electric field, Phys. Rev. B, Band 28, 1983, S. 3241
- mit U. Bockelmann: Phonon scattering and energy relaxation in two-, one-, and zero-dimensional electron gases, Phys. Rev. B, Band 42, 1990, S. 8947
- Wave Mechanics Applied to Semiconductor Heterostructures, Wiley 1991, EDP 1992
- mit J. Y. Marzin u. a.: Photoluminescence of single InAs quantum dots obtained by self-organized growth on GaAs, Phys. Rev. Lett., Band 73, 1994, S.  716